# Josef Grosch
Josef Grosch (* 30. Juli 1878 in Schnaittenbach (Oberpfalz); † 29. November 1941 in Vilshofen) war ein deutscher Verwaltungsjurist und Landrat im Landkreis Vilshofen.

## Leben
Josef Grosch studierte Rechtswissenschaften an der Ludwig-Maximilians-Universität München (Mitglied in der Studentenverbindung KSStV Alemannia München), legte die erste juristische Staatsprüfung ab und leistete den dreijährigen Vorbereitungsdienst (Referendariat). 1906 machte er in Regensburg das Große juristische Staatsexamen und wurde anschließend Regierungsakzessist. Zum 1. Oktober 1910 erhielt er eine Anstellung als Assessor beim Bezirksamt Landau an der Isar und später in Landshut. Grosch wechselte in die Staatsverwaltung und wurde am 16. August 1922 Regierungsrat bei der Regierung von Niederbayern. Er kehrte in die Kommunalverwaltung zurück und wurde zum 1. Februar 1929 Bezirksamtsvorstand (ab 1939 Landrat) mit der Amtsbezeichnung Bezirksoberamtmann des Bezirksamtes Vilshofen (ab 1939 Landkreis Vilshofen). Zum 1. Mai 1935 trat Grosch in die NSDAP (Mitgliedsnummer 3.652.667) ein. Er verstarb im Amt.